# Annie Duke
Annie Duke (Concord, 13 september 1965) is een Amerikaans professioneel pokerspeelster. Ze won onder meer het $2.000 Omaha Hi-Low Split-8 or Better-toernooi van de World Series of Poker (WSOP) 2004.
Duke verdiende tot en met juni 2014 meer dan $4.250.000,- in pokertoernooien (cashgames niet meegerekend) Ze is de jongere zus van meervoudig WSOP-winnaar Howard Lederer. 
Duke werd tijdens de World Series of Poker 2008 recordhouder bij de vrouwen wat betreft het aantal keren dat ze 'in het geld' eindigde. Tot en met 2008 won ze 34 geldprijzen op de WSOP. Voordat ze haar eerste WSOP-titel behaalde, moest ze drie keer met een tweede plaats genoegen nemen. Ze verloor de heads up van het $2.500 Seven Card Stud-toernooi van de WSOP 1996, van het $5.000 Limit Hold'em-toernooi van de WSOP 1999 en van het $1.500 Limit Hold'em Shootout-toernooi van de WSOP 2003
In 2005 bracht ze het boek How I Raised, Folded, Bluffed, Flirted, Cursed, and Won Millions-and You Can Too uit.
Duke studeerde Engels en psychologie aan de Columbia-universiteit. Daar ontmoette ze Ben Duke, met wie ze trouwde en vier kinderen kreeg (Maud (1995), Leo (1998), Lucy (2000) en Nell (2002). Het stel is in 2004 gescheiden.

## WSOP
| Jaar                       | Toernooi                          | Prijs      |
| -------------------------- | --------------------------------- | ---------- |
| World Series of Poker 2004 | $3.000 Omaha High-Low 8 or better | $137.860,- |